# Arya Samaj
Arya Samaj (Ariska sällskapet, De ädlas sällskap) är en hinduisk reformrörelse i Indien grundad av Swami Dajananda 1875. Rörelsen betonar vedas auktoritet, betydelsen av karma och reinkarnation samt av brahmasharya och sanyasa. 
Rörelsen vilar på tio överordnade principer:
1. Gud är källan för all kunskap.
2. Gud existerar är intelligent och barmhärtig. Han är utan form, allsmäktig, rättvis, nåderik, ofödd, oändlig, oföränderlig, utan början, ojämförlig, herre över allt och alla, allerstädes närvarande, evig, odödlig, utan fruktan, helig och skapare av universum, den ende som ska dyrkas.
3. Veda är sann kunskap. Det är varje ariers plikt att läsa Veda, höra Veda läsas och att återge Veda för andra.
4. Alla människor ska vara redo att anta sanningen och förkasta lögnen.
5. Alla handlingar ska ske i enlighet med dharma, d.v.s. efter övervägande av vad som är rätt och fel.
6. Arya Samajs primära mål är att göra gott för alla, d.v.s. att befordra fysisk, andlig och social välfärd.
7. Alla människor ska behandlas med kärlek, rättvisa och efter förtjänst.
8. Man bör sträva efter att undanröja okunnighet och befordra kunskap.
9. Man bör inte nöja sig med sin egen välmåga utan även sträva efter tillfredsställelse i andras välmåga.
10. Man bör bestämma sitt egetintresse efter vad som är det allmännas intresse.

Arya Samaj tar avstånd från bilddyrkan, djuroffer, dyrkan av förfäder, vallfart, prästerskap, offer i tempel, kastsystemet, oberörbarhet och barnäktenskap, eftersom allt detta saknar stöd i veda. Dajananda ville också göra sin reformerade hinduism till en missionerande religion. Arya Samaj har idag många anhängare bland indierna i Surinam och i Nederländerna. 